# Debrné (Trutnov)
Debrné (německy Döberle) je katastrální území, základní sídelní jednotka a zaniklá vesnice, dnes součástí okresního města Trutnov. Nachází se asi 5 km na severovýchod od centra Trutnova, v hlubokém údolí Debrnského potoka. Pod bývalou vsí byla na tomto potoce vybudována nádrž – odkaliště zvané Mrtvé jezero.
Severovýchodně nad bývalou vsí se tyčí Janský vrch (též Jánský vrch, německy Johannis Berg; 697 m n. m.), jižně komplex Městského lesa (německy Bürger Wald, resp. Nieder Wald; s dvěma bezejmennými kótami 584 a jižnější 548 m n. m.), jihozápadně pak Špitálský les (německy Spital Wald; s bezejmennou kótou 528 m n. m.). Pomístní jména z blízkého okolí jsou Roháčovo a Prostřední pole (severně a severozápadně od Debrného), U kapličky (východně od vsi, jižně od Janského vrchu) a Nad záleským (lučinatý hřeben mezi Debrným a Petříkovicemi).
Nejbližšími sídly jsou Poříčí na jihu, Voletiny, Nové Voletiny a Libeč na jihozápadě a západě, Zlatá Olešnice na severozápadě, horská osada Rybníček na severu a Petříkovice s osadou Peklo na východě a jihovýchodě.

## Dějiny
První písemná zmínka o Debrném je z roku 1260, kdy jej Idík z Úpy (původní název Trutnova) daroval trutnovskému křižovnickému špitálu. Zderazští křižovníci později Debrné pronajali Trutnovu a roku 1580 dědičně prodali.
Ještě na počátku 20. století měla obec Debrné 500 obyvatel, v naprosté většině německy mluvících, což se po druhé světové válce stalo vesnici osudným. Téměř všichni obyvatelé byli vystěhováni a novým přistěhovalcům se do zapadlé vsi v horách přímo u hranic nechtělo. Většina domů byla vyrabována a ves pustla. Zbývajícím obyvatelům přišla na počátku 50. let 20. století zpráva o stavbě nové poříčské elektrárny, kvůli které bude spodní část hlubokého údolí Debrnského potoka zatopeno. Nová tepelná elektrárna oproti té stávající už neměla vyvážet popel lanovkou na haldu, ale pomocí potrubí jej hnát do vybudované přehrady. Odkaliště pro obec přímou hrozbu neznamenalo, zatopeno by bylo jen několik domů pod vesnicí, ale stát už s existencí Debrného do budoucna nepočítal a v blízkosti prašné měsíční krajiny by nikdo ani bydlet nechtěl. Zbývající domy byly postupně opouštěny, z ostatních se staly přístřešky pro dobytek z rozsáhlých pastvin. Silnice z Poříčí údolím potoka byla sice zatopena hned po stavbě přehrady, ale druhá silnice z Voletin byla průjezdná až do poloviny 80. let 20. století, než ji také pohltila hladina stále se zvyšující nádrže. Už předtím sice byly postaveny cesty po okolních svazích, ale jen pro potřeby údržby hráze. Debrné bylo odříznuto a dostat se k němu dá pouze oklikami po lesních cestách.

## Současnost
Dodnes se v Debrném dochovalo několik staveb, většinu bývalé obce však pokrývají hlavně zarostlé trosky domů včetně zbořenišť dvou církevních staveb – kaple sv. Jana Křtitele a tzv. Moserovy kaple, ale též pozůstatky můstku, který vedl na zdevastovaný hřbitov. Po roce 1989 se alespoň díky pomoci německých rodáků zrekonstruovalo několik křížů. Po stráních vede několik asfaltových a polních cest, vyhledávaných cyklisty. Jedna z tras, tzv. Debrnská, je značená. Hřebeny okolních kopců i jejich svahy jsou pokryty desítkami objektů československého předválečného opevnění, několik řopíků bylo zničeno stavbou přehrady. Dnes už Mrtvé jezero, jak se odkaliště nazývá, není zdaleka tak rozsáhlé jako před rokem 1989. Po přestavbě elektrárny na fluidní spalování uhlí ubylo množství vyváženého popela na minimum a vodní plocha nádrže se postupně zmenšila na třetinu v poslední horní části. Spodní část u obou hrází je již vyschlá a připravuje se k rekultivaci. Hlavní sypaná hráz, vysoká asi 50 metrů, je již zcela porostlá mladým lesem, boční je asi o polovinu nižší. Po hřebeni Janského vrchu vede státní hranice s Polskem. V budoucnu má po svazích nad Debrným vést dálnice D11 s tunelem.

## Pamětihodnosti
- torzo tzv. Moserovy kaple (50.6060167°N, 15.9852°E)[2]
- zbořeniště kaple sv. Jana Křtitele, zapálené při natáčení německé historické minisérie Wallenstein v roce 1978 (50.60 °N, 15.97 °E)[3]
- několik drobných sakrálních staveb (křížky)
- pozůstatky kamenného můstku přes Debrnský potok
- zdevastované pozůstatky hřbitova
- řada objektů československého předválečného opevnění, řopíků a pěchotních srubů